# Le Haut-Bréda
Ne doit pas être confondu avec Vallée du Haut Bréda.
Le Haut-Bréda est une commune nouvelle française située dans le département de l'Isère, en région Auvergne-Rhône-Alpes, centrée sur la vallée du Haut Bréda. Elle est issue du regroupement — au 1er janvier 2019 — de deux communes, La Ferrière et Pinsot, qui prennent le statut de communes déléguées.

## Géographie

### Situation et description
La commune est centrée sur la vallée du Haut Bréda, au-dessus d'Allevard, dans la chaîne de Belledonne.

### Communes limitrophes
La commune de Le Haut Bréda est limitrophe d'Allevard-Les-Bains, seule commune limitrophe accessible par la route. Elle est bordée également par les communes de Crêts en Belledonne, Theys, Les Adrets, Laval-en-Belledonne, Allemond, Vaujany, Saint Colomban des Villards et Saint-Alban-des-Villards. Les frontières avec ces communes sont situées en zone montagneuse non accessible par la route.

### Climat
Pour des articles plus généraux, voir Climat d'Auvergne-Rhône-Alpes et Climat de l'Isère.
En 2010, le climat de la commune est de type climat de montagne, selon une étude du Centre national de la recherche scientifique s'appuyant sur une série de données couvrant la période 1971-2000. En 2020, Météo-France publie une typologie des climats de la France métropolitaine dans laquelle la commune est exposée à un climat de montagne ou de marges de montagne et est dans la région climatique Alpes du nord, caractérisée par une pluviométrie annuelle de 1 200 à 1 500 mm, irrégulièrement répartie en été.
Pour la période 1971-2000, la température annuelle moyenne est de 7,6 °C, avec une amplitude thermique annuelle de 16,5 °C. Le cumul annuel moyen de précipitations est de 1 202 mm, avec 9,8 jours de précipitations en janvier et 8,5 jours en juillet. Pour la période 1991-2020, la température moyenne annuelle observée sur la station météorologique de Météo-France la plus proche, « Pipay_sapc », sur la commune de Theys à 7 km à vol d'oiseau, est de 6,3 °C et le cumul annuel moyen de précipitations est de 1 545,8 mm,. Pour l'avenir, les paramètres climatiques de la commune estimés pour 2050 selon différents scénarios d'émission de gaz à effet de serre sont consultables sur un site dédié publié par Météo-France en novembre 2022.

### Hydrographie
Le Bréda est un torrent d'une longueur de 32,1 kilomètres. Cette rivière prend sa source à l'est des Pointes du Mouchillon (2 347 m) dans le massif d'Allevard avant de traverser tout le territoire de la commune puis de rejoindre l'Isère.

### Voies de communication
La commune du Haut Bréda est traversée par la route départementale 525A, qui relie Allevard à la station du Pleynet. Longue d'un peu plus de 18 km entre le Pont du Veyton (début de la commune) et la station du Pleynet, cette route est la seule voie départementale sur la commune. L'ensemble des autres routes sont communales, représentant environ 17 km et desservent les différents hameaux de la commune.

## Urbanisme

### Typologie
Au 1er janvier 2024, Le Haut-Bréda est catégorisée commune rurale à habitat très dispersé, selon la nouvelle grille communale de densité à sept niveaux définie par l'Insee en 2022.
Elle est située hors unité urbaine et hors attraction des villes,.

### Risques naturels et technologiques

#### Risques sismiques
L'ensemble du territoire de la commune du Haut-Breda est situé en zone de sismicité no 4 (sur une échelle de 1 à 5), comme la plupart des communes de son secteur géographique.
| Type de zone | Niveau            | Définitions (bâtiment à risque normal) |
| ------------ | ----------------- | -------------------------------------- |
| Zone 4       | Sismicité moyenne | accélération = 1,6 m/s2                |

## Histoire
La commune est créée au 1er janvier 2019 par un arrêté préfectoral du 18 décembre 2018.

## Politique et administration

### Liste des maires
| Période | Période  | Identité        | Étiquette | Qualité |
| ------- | -------- | --------------- | --------- | ------- |
| 2019    | 2020     | Gérard Cohard   |           |         |
| 2020    | En cours | Sandrine Thilly |           |         |

### Communes déléguées
| Nom                 | Code Insee | Intercommunalité  | Superficie (km2) | Population (dernière pop. légale) | Densité (hab./km2) |
| ------------------- | ---------- | ----------------- | ---------------- | --------------------------------- | ------------------ |
| La Ferrière (siège) | 38163      | CC Le Grésivaudan | 54,33            | 230 (2016)                        | 4,2                |
| Pinsot              | 38306      | CC Le Grésivaudan | 24,27            | 173 (2016)                        | 7,1                |

## Population et société

### Démographie
L'évolution du nombre d'habitants est connue à travers les recensements de la population effectués dans la commune depuis sa création.

En 2022, la commune comptait 459 habitants, en évolution de +13,9 % par rapport à 2016 (Isère : +3,07 %, France hors Mayotte : +2,11 %).
| 2016 | 2021 | 2022 |
| ---- | ---- | ---- |
| 403  | 435  | 459  |

### Enseignement
La commune est rattachée à l'académie de Grenoble.

### Équipement sportif
La commune abrite Le Pleynet, une station de sports d'hiver des Sept-Laux.

### Médias
Historiquement, le quotidien à grand tirage Le Dauphiné libéré consacre, chaque jour, y compris le dimanche, dans son édition du Grésivaudan, un ou plusieurs articles à l'actualité de la communauté de communes, ainsi que des informations sur les éventuelles manifestations locales, les travaux routiers, et autres événements divers à caractère local.
La commune est située sur l'aire de diffusion de radio Ici Isère, une radio publique qui émet sur tout le territoire du département de l'Isère.

## Économie
Porte d'entrée de la station de ski des 7 Laux (120 km de pistes) sur le versant nord-est (Le Pleynet), cette activité fait vivre nombre d'hébergeurs et restaurateurs en hiver et en été. Des acteurs économiques de nature sports (haras, mushing, accompagnateurs en montagne et vtt) y travaillent aussi.
La vallée héberge également une agence de voyage.
Il y a également une activité importante autour des centrales hydroélectriques et des barrages de la vallée.
Les pistes de ski de fond et les itinéraires de raquette à neige de la station du Barioz, une petite station de sports d'hiver au-dessus du col du même nom côté Grésivaudan, débordent sur le territoire communal sous les Crêts Luisard et du Poulet, à près de 1 800 mètres d'altitude.

## Culture locale et patrimoine

### Lieux et monuments
- Les églises paroissiales des deux villages (Saint-Maurice à Pinsot et église Saint-Maximin à La Ferrière).
- La centrale hydroélectrique de Prémoinet, utilisée jusqu'au XXIe siècle pour alimenter électriquement les papeteries de Lancey, est labellisée « Patrimoine du XXe siècle » de l'Isère depuis 2007. Cette centrale est toujours en fonctionnement.
- La grange de l'Épinay, du XVIIIe siècle, labellisée Patrimoine en Isère[17].
- Le Musée des Forges et Moulins à Pinsot est un lieu vivant de l'histoire des moulins de la vallée
- il s'y passe chaque année un festival de musique de grande qualité : Les nuits du Haut Bréda

### Héraldique
|  | Le Haut-Bréda possède des armoiries dont l'origine et le blasonnement exact ne sont pas disponibles. |